# Teucholabis (Teucholabis) inepta
Teucholabis (Teucholabis) inepta is een tweevleugelige uit de familie steltmuggen (Limoniidae). De soort komt voor in het Neotropisch gebied.